# Brouckerque

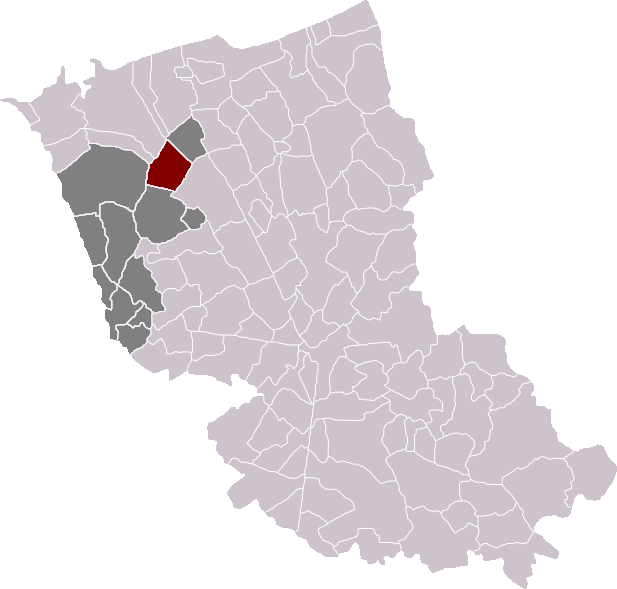
Localització de Brouckerque

Brouckerque (en neerlandès Broekkerke) és un municipi francès, situat a la regió dels Alts de França, al departament del Nord, que forma part de la Westhoek. L'any 2006 tenia 1.276 habitants. Limita al nord-oest amb Loon-Plage i Craywick, al nord amb Grande-Synthe, al nord-est amb Spycker, a l'oest amb Bourbourg, al sud amb Looberghe i al sud-est amb Pitgam.

## Demografia
| Evolució de la població INSEE |      |      |      |      |      |      |      |      |
| 1793                          | 1800 | 1806 | 1821 | 1831 | 1836 | 1841 | 1846 | 1851 |
| 500                           | 706  | 630  | 757  | 893  | 912  | 938  | 948  | 937  |

| 1856 | 1861 | 1866 | 1872 | 1876 | 1881 | 1886 | 1891  | 1896  |
| ---- | ---- | ---- | ---- | ---- | ---- | ---- | ----- | ----- |
| 916  | 953  | 949  | 935  | 984  | 981  | 985  | 1 040 | 1 031 |

| 1901  | 1906 | 1911 | 1921 | 1926 | 1931 | 1936 | 1946 | 1954 |
| ----- | ---- | ---- | ---- | ---- | ---- | ---- | ---- | ---- |
| 1 041 | 985  | 915  | 819  | 839  | 829  | 761  | 804  | 741  |

| 1962 | 1968 | 1975 | 1982  | 1990  | 1999  | 2006 | 2011 | 2016 |
| ---- | ---- | ---- | ----- | ----- | ----- | ---- | ---- | ---- |
| 698  | 665  | 924  | 1 064 | 1 168 | 1 165 | -    | -    | -    |

| 2019 | - | - | - | - | - | - | - | - |
| ---- | - | - | - | - | - | - | - | - |
| -    | - | - | - | - | - | - | - | - |

## Administració
| Període   | Identitat            | Partit |
| --------- | -------------------- | ------ |
| 1995-2001 | Anne-Marie Chevalier |        |
| 2001-     | Jean-Pierre Decool   | UMP    |